# Brzac
Brzac (italsky Bersaz) je vesnice a přímořské letovisko v Chorvatsku v Přímořsko-gorskokotarské župě. Nachází se na ostrově Krk a je součástí opčiny města Krk, od něhož se nachází asi 12 km severozápadně. V roce 2011 zde trvale žilo celkem 178 obyvatel.
Jediná samostatná vesnice přímo silnicí spojená s Brzacem je Milohnići. Samotný Brzac se u moře nenachází, asi 1,3 km severozápadně od něj však leží přímořská osada Glavotok a kemp Mali Raj. Rovněž se zde nachází několik pláží, jako jsou Manganel, Spena, Jarjacul, Glavotok, Lokva, Sveti Petar a Bujina. V Glavotoku stojí kostel Neposkvrněného početí Panny Marie a františkánský klášter.